# Organizacijska socializacija
Organizacijska socializacija ali onboarding je definirana kot učenje in proces asimilacije v novo okolje, ki omogoča posamezniku prevzeti svojo organizacijsko vlogo, ki ustreza tako njemu samemu kot tudi organizacije. Uspešnost tega procesa je odvisna od mnogo različnih dejavnikov. Raziskovalci jih delijo v tri širše kategorije: značilnosti novozaposlenih, vedenja novozaposlenih ter vloga organizacije. Z značilnostmi novozaposlenih označujemo vse medosebne razlike med novozaposlenimi, med katere sodijo tudi osebnostne značilnosti ter pretekle izkušnje posameznika. Pod vedenje novozaposlenih uvrščamo različna specifična delovanja s strani novozaposlenih, zavzemanje aktivne vloge v procesu organizacijske socializacije. Pomen organizacije se kaže v poskusu aklimatizacije novozaposlenega, uporabe različnih strategij organizacijske socializacije, uporaba mentorstva, rekrutiranja ter orientacijskih strategij.Raziskave kažejo, da uporaba različnih organizacijsko-socializacijskih tehnik vodi k pozitivnim učinkom, kot so višje zadovoljstvo pri delu , večja uspešnost pri delu, višja organizacijska pripadnost ter zmanjševanje stresa ter namere prekiniti delovno razmerje . 

Glavni cilj onboardinga novih zaposlenih je povečati produktivnost in storilnost ter ustvariti skladnost med organizacijo in zaposlenim. Skladnost obeh namreč poveča zadovoljstvo z delovnim mestom in zviša organizacijsko pripadnost, kar vpliva tudi na zmanjšanje deleža zaposlenih, ki se odločijo delovno mesto zapustiti. Onboarding prinaša koristi tako za organizacijo oziroma delodajalca, kot tudi za zaposlenega, zato je v tujini popularen in pogosto uporabljan pristop k delu z novo zaposlenimi. V slovenski sferi onboarding ni poznan, izvaja pa se nekaj aktivnosti, ki jih sicer lahko štejemo med elemente onboardinga (na primer mentorstvo).

## Karakteristike novih zaposlenih
Raziskave so pokazale, da so zaposleni, ki imajo določene osebnostne lastnosti in izkušnje, organizaciji prilagodijo hitreje. Te značilnosti so predvsem osebnostne značilnosti, proaktivnost, radovednost in večja količina izkušenj.

Proaktivnost se nanaša na težnjo posameznika, da skuša prevzeti nadzor nad situacijo in doseči nadzor nad lastnim okoljem. Novozaposleni s temi značilnostmi bodo bolj verjetno iskali informacije o potencialnem novem delodajalcu, kar bo najverjetneje pospešilo proces socializacije. Pospešeni proces organizacijske socializacije bo takim posameznikom pomagal, da se učinkoviteje prilagodijo ter tako postanejo visoko funkcionalni člani organizacije. Pravtako se te osebnostne značilnosti povezujejo z višjo učinkovitostjo pri delu ter zadovoljstvom na delovnem mestu.

Po modelu velikih pet dimenzij osebnosti so raziskovalci našli povezavo med izraženostjo vsake izmed dimenzij ter uspešnostjo organizacijske socializacije. Bolj odprti, vestni, ekstravertni, sprejemljivi in bolj čustveno stabilni posamezniki so pri procesu organizacijske socializacije bolj uspešni. Največji vpliv imata dimenziji ekstravertnosti ter odprtosti. Bolj ekstravertni in bolj odprti posamezniki bodo z večjo verjetnostjo iskali informacije o podjetjih,  povratne informacije o lastnem delu, z večjo verjetnostjo bodo ustvarjali odnose na delovnih mestih, bodo bolj prilagodljivi, različne dogodke pa bodo vrednotili kot bolj pozitivne, kot manj odprti in manj ekstravertni posamezniki. 

Tudi radovednost je pomembna pri procesu prilagajanja. Želja po pridobivanju znanja namreč pospešuje individualno raziskovanje kulture in norm organizacije . Taki posamezniki po navadi pozitivno vrednotijo izzive ter iščejo informacije, da bi osmislili svojo novo organizacijsko okolico ter odgovornosti. Vse to vodi facilitira organizacijsko socializacijo.

Hitrost procesa organizacijske socializacije je odvisen tudi od količine izkušenj, ki jih novozaposleni premore. Bolj izkušeni zaposleni se namreč hitreje prilagajajo zahtevam nove organizacije, delovnega okoja ter organizacijske kulture, kot manj izkušeni. Bolj izkušeni lahko namreč črpajo iz preteklih izkušenj, bolj razumejo lastne prednosti in slabosti, potrebe in zahteve pri delu, ter so bolj seznanjeni s tem, kaj je v delovnem kontekstu sprejemljivo. Poleg tega imajo bolj izkušeni novozaposleni več izkušenj ter bolj verjetno iščejo organizacije, ki so jim glede na njihove specifične značilnosti in znanja bolj ustrezne. To jim daje prednost pri prilagajanju na zahteve novega delovnega mesta in organizacije. 

## Vedenja novih zaposlenih
Določena vedenja novih zaposlenih lahko pospešujejo proces organizacijske socializacije. Tako izkušenejši novozaposleni, kot tisti, ki so prvič zaposleni, lahko pospešujejo hitrost prilagajanja z določenimi vedenji, ki jim pomagajo razjasniti tako lastna pričakovanja, kot pričakovanja organizacije, učenja organizacijskih vrednot in norm ter pridobivanje socialnega sprejemanja. Najpomembnejša izmed teh vedenj so iskanje informacij, iskanje povratnih informacij (feedback) ter mreženje.

## Organizacija

### Strategije socializacije
Strategije socializacije in orientacijske strategije se močno razlikujejo preko različnih organizacij. Razlikujejo se glede na potrebe, strukturo in vrednote organizacije. Nekatere organizacije imajo do organizacijske socializacije sistematični pristop, medtem ko druge temu ne posvečajo veliko pozornosti.

Strategije, ki jih organizacije uporabljajo v obdobju organizacijske socializacije posameznikov, lahko razdelimo v več skupin
- strategija »potoni ali splavaj« (ang. »sink or swim«): posamezniku se že takoj na začetku dodeli samostojne in odgovorne delovne naloge; posameznik mora dokazati svoje sposobnosti in si razjasniti obstoječe norme in pričakovanja s strani podjetja brez pomoči sodelavcev in nadrejenih
- strategija »obratna izkušnja« (ang. »reverse experience«): posameznika se sooči z organizacijsko kulturo in normami, organizacijsko realnostjo, ki je različna od akademskih in idealističnih pristopov, z dodajanjem zahtevnejših nalog ter posledičnim spreminjanjem pričakovanj posameznika o organizaciji in svoji vlogi v njej
- strategija »usposabljanje med delom«: pripravništvo pod vodstvom mentorja
- strategija »delo med usposabljanjem«: novozaposlenemu med usposabljanjem dodelimo manjši projekt
- strategija »samousposabljanje«: novozaposlenega seznanimo z vsemi funkcijami in oddelki znotraj organizacije
- »kombiniran pristop«: združuje več omenjenih strategij, glede na različne potrebe in sposobnosti posameznikov.

### Model Van Maanen in Schein
John Van Maanen in Edgar H. Schein govorita o dihotomno razsežnih šestih glavnih taktikah oz. strategijah, glede na katere se način pristopa organizacij k organizacijski socializaciji med organizacijami razlikuje. Ti različni pristopi so skupinska in individualna socializacija, formalna in neformalna socializacija, sekvenčna in naključna socializacija, fiksna in spremenljiva socializacija, serijska in disjunktivna socializacija ter investiturna ter divestiturna socializacija. Strategije, ki se jih organizacije poslužujejo v procesu organizacijske socializacije, se razlikujejo glede na tip informacij, ki jih novozaposleni prejmejo, vire ter enostavnosti pridobivanja teh informacij .

Skupinska in invidivualna socializacija

Pri skupinski (kolektivni) socializaciji gre za proces sprejemanja skupin novozaposlenih. Celotni skupini posameznikov organizacija omogoči enak nabor izkušenj. Delo poteka v skupinah. Primer kolektivne socializacije je osnovno vojaško urjenje za vojaške organizacije.

Individualna socializacija na drugi strani omogoča novozaposlenim, da pridobivajo izkušnje ločeno od (morebitnih) ostalih novozaposlenih. Te izkušnje so edinstvene, delo pa poteka individualno. Primer individualne socializacije je vajeništvo.

Formalna in neformalna socializacija

Pojem formalne socializacije se nanaša na strategije socializacije, pri katerih so posamezniki med usposabljanjem za delo ločeni od ostalih. Navadno formalna socializacija poteka znotraj socializacijskih programov. Primer take socializacije je izobraževanje na policijski akademiji.

Za neformalno socializacijo pa je značilno, da posamezniki med usposabljanjem za delo niso ločeni od ostalih zaposlenih, ki so že usposobljeni za delo. Taktike neformalne socializacije temeljijo predvsem na način učenja s poskusi in napakami, okolje pa je večinoma neintervencijsko. Primer neformalne socializacije je vajeništvo brez jasno razmejenih delovnih nalog.

Sekvenčna in naključna socializacija

Pri sekvenčni socializaciji lahko govorimo o različnih diferenciranih, diskretnih in identificiranih fazah, preko katerih se novozaposleni vključuje v organizacijsko strukturo. Pri njej nasprotni naključni socializaciji ne moremo definirati različnih faz, skozi katere mora posameznik iti, da prevzame ciljno vlogo znotraj organizacije. Obstaja veliko različnih stopenj in faz, ki vodijo do različnih organizacijskih vlog, vendar ne obstaja vnaprej določen vrstni red, po katerem naj bi si te faze in izkušnje sledile. 

Fiksna in spremenljiva socializacija

Med tema vrstama socializacije ločimo na podlagi časovnih okvirjev, ki jih organizacija postavlja novozaposlenemu pri zaključevanju procesa socializacije. Pri fiksni socializaciji je posamezniku podan točnejši časovni okvir, znotraj katerega bo posameznik zaključil organizacijsko socializacijo. Organizacije s spremenljivo socializacijo nimajo v času jasno postavljenih ciljev. Navadno gre za organizacije, katerih delovna mesta (in napredovanje znotraj le-teh) je odvisno od zunanjih in nenadzorljivih dejavnikov.

Serijska in disjunktivna socializacija

O serijski socializaciji govorimo, kadar izkušenejši člani organizacije pripravljajo novozaposlenega na to, da bo znotraj organizacije zasedel podobno mesto, kot ga imajo oni sami. Pri disjunktivni socializaciji novozaposleni nima mentorja, ki bi mu pokazal, kako naj opravlja svoje delovne naloge.

Investiturna in divestiturna socializacija

Pri tej taktiki organizacijske socializacije je pomembna stopnja, do katere se identiteta novega člana organizacije (novozaposlenega) tekom procesa organizacijske socializacije potrjuje. Pri investiturni socializaciji je cilj organizacije, da se novozaposleni vede v skladu s svojimi značilnostmi, organizacija pa izkoristi le posameznikova znanja, veščine ter spretnosti v lastno korist. Pri divestiturni socializaciji gre za načrtno vplivanje na posameznikove značilnosti s strani organizacije. Organizacija poskuša pri novozaposlenem zgraditi novo podobo samega sebe, ki je v skladu z novimi predpostavkami, ki jih organizacija podpira. Da bi do tega lahko prišlo, organizacija posameznika spodbuja k spreminjanju lastnega načina delovanja, npr. navad.

### Jonesov model
Jonesov model se naslanja na delo Van Maanen in Scheina. Jones je predlagal, da se Van Maanen in Scheinovih šest dihotomno razsežnih glavnih strategij reducira v dve kategoriji: institucionalizirano in individualizirano socializacijo.

Institucionalizirana socializacija

Za strategije institucionalizirane socializacije je značilno, da organizacija deluje strukturirano, socializacija poteka postopoma, orientacijske napotke novozaposleni dobijo znotraj skupine sebi podobnih novih delavcev , prejemajo pa tudi pomoč njim dodeljenega mentorja. Primer organizacije, ki uporablja strategije institucionalizirane socializacije, je vojska.

Individualizirana socializacija

Za individualizirane socializacijske strategije je značilno, da novozaposleni takoj prične z delom na svojem novem položaju ter se postopoma spoznava z normami, vrednotami in pričakovanji, ki jih ima organizacija do njega. Te strategije predpostavljajo bolj proaktiven pristop s strani novozaposlenega, kot strategije institucionalizirane socializacije.

### Feldmanov model
Feldmanov model organizacijske socializacije razdelimo v tri faze: pričakovana socializacija ali vstop; akomodacija ali vlom ter management ali ustalitev.

Pričakovana socializacija ali vstop (ang. »getting in«)

Ta faza organizacijske socializacije se začne še pred vstopom novozaposlenega na novo delovno mesto pri organizaciji. V tem delu posameznik pridobiva informacije o organizaciji in raziskuje o njej. Nekateri se pogovarjajo s sedanjimi ali preteklimi zaposlenimi pri organizaciji, kar lahko oblikuje njihovo predstavo o organizaciji. Med vire informacij spadajo tudi vsi selekcijski postopki, katerih del je potencialni novozaposleni. Velik pomen nosi tudi način komunikacije, ki ga je posameznik do tedaj imel z organizacijo.
V tej fazi sta pomembna predvsem dva dejavnika. Prvi je realnost pričakovanj obeh udeležencev, torej tako posameznika kot organizacije. Drugi pomembni dejavnik je stopnja ujemanja novozaposlenega z organizacijo. Bolj realna pričakovanja z obeh strani ter višja stopnja ujemanja med njima pomenita lažji prehod od zunanjega opazovalca do notranjega člana organizacije.

Akomodacija ali vlom (ang. »breaking in«)

V tem delu se posameznik prvič seznani s svojim novim delovnim mestom. Tekom te faze se posameznik seznanja z organizacijo, s svojimi sodelavci in s svojimi delovnimi nalogami. Nekatere organizacije novozaposlenim nudijo pomoč pri tej fazi organizacijske socializacije.

Management vlog ali ustalitev (ang. »setting in«)

V končni fazi Feldmanovega modela organizacijske socializacije je novozaposleni že zaključil z uvajanjem in usvojil potrebne spretnosti. Navadno je v tej fazi samozaupanje in samozaznana kompetentnost posameznika višja, kot v prejšnjih. Kdaj se ta faza pojavi, je v veliki meri odvisno od posameznika in njegovih značilnosti. Posamezniki z več izkušenj, bolj pripravljeni na učenje novih spretnosti ter z večjo mero učinkovitega prilagajanja na nove situacije, hitreje preidejo na to fazo.

### Formalna orientacija
Ne glede na uporabljene strategije in taktike organizacijske socializacije lahko organizacija pospeši razumevanje kulture podjetja  ter novozaposlenim predstavi njihovo vlogo v socialnem okolju organizacije s pomočjo formalnih orientacijskih programov. Namenjeni so posredovanju informacij glede ciljev organizacije, njene zgodovine ter strukture moči.

Ti programi lahko vključujejo predavanja, videoposnetke, pisni material in podobno. V zadnjem času narašča pomen računalnikov ter interneta. Ti različni mediji omogočajo organizacijam, da standardizirajo programe organizacijske socializacije preko svojih podružnic ter tako vsem novozaposlenim na enakih delovnih mestih omogočajo enak način organizacijske socializacije.

### Rekrutiranje
Rekrutacijski dogodki imajo pomembno vlogo pri identifikaciji potencialnih novozaposlenih, katerih značilnosti bi se skladale s pričakovanji organizacije o svojih zaposlenih. Ti dogodki omogočajo, da novozaposleni pridobijo prve informacije glede pričakovanj ter organizacijske kulture in okolja. S pomočjo teh dogodkov lahko tako posameznik kot organizacija približno ocenita, ali sta primerna drug za drugega. Raziskave kažejo, da se novozaposleni, ki pridobijo veliko število točnih informacij o delu in organizaciji, bolje prilagodijo svoji novi vlogi. Podobno kot z rektrutacijskimi dogodki lahko organizacije potencialnim novozaposlenim nudijo vpogled v delovne naloge ter delovno okolje preko nudenja pripravništev.

### Mentorstvo
Mentorstvo se je izkazalo za izredno pomembno pri organizacijski socializaciji. Vpliva namreč na količino informacij in vedenja, ki ga novozaposleni pridobi o organizaciji, na verjetnost internalizacije glavnih vrednot in kulture organizacije. Poleg tega lahko mentorji pomagajo novozaposlenim pri uravnavanju njihovih pričakovanj ter so-oblikovanju novega okolja s pomočjo dajanja nasvetov, nudenja pomoči ter socialne opore. Pri mentorstvu je pomembno, da se mentor in novozaposleni čim bolj ujemata po svojih demografskih značilnosti. Podobnost (npr. preko spola, rase) pomembno vpliva tudi na količino stika z mentorjem ter kvaliteto mentorskega razmerja.

## Prilagoditve zaposlenih
Organizacija ima pomemben vpliv na to, kako se novozaposleni prilagajajo njihovim novim vlogam, odgovornostim, sodelavcem, nadzornikom, vodjem ter organizaciji kot taki. Proaktivna vedenja novih zaposlenih pospešujejo razvoj jasnosti vloge zaposlenega, samoučinkovitost, socialno sprejemanje ter poznavanje organizacijske kulture. Ti so pomembni indikatorji prilagojenosti novozaposlenih ter učinkovitosti organizacijske socializacije določene organizacije. Pozitivno se namreč povezujejo z visokim zadovoljstvom pri delu, organizacijsko pripadnost ter uspešnostjo pri delu, poleg tega pa tudi manjšo stopnjo premeščanja med delovnimi mesti ter manjšo stopnjo namena zapustiti delovno mesto.

## Organizacijska socializacija vodstvenega kadra
Za organizacijsko socializacijo vodstvenega kadra veljajo v splošnem enaka načela, kot pri organizacijski socializaciji drugih kadrov. Vključuje predvsem pridobivanje, akomodiranje, asimiliranje ter akceleracijo vodstvenih kadrov. 
Učinkovita organizacijska socializacija vodstvenega kadra je lahko eden izmed najpomembnejših prispevkov k dolgoročnem organizacijskem uspehu. Dobro izveden postopek namreč izboljša produktivnost podjetja ter retencijo vodstvenega kadra, hkrati pa pomaga graditi skupno kulturo podjetja.

Proces organizacijske socializacije je posebej pomemben za zunanje zaposlen vodstveni kader, ki postopoma zavzema vse bolj kompleksne vloge. Za posameznike je namreč odkrivanje osebnih, organizacijskih ter tveganj vlog v kompleksnih situacijah, kjer nimajo pomoči pri organizacijski socializaciji, lahko dokaj stresno. Proces je pomemben tudi pri napredovanjih, zavzemanjih novih vodstvenih vlog ter prehod od vodenja ene delovne enote do druge.

## Kritika modela organizacijske socializacije
Organizacijska socializacija kaže mnogo pozitivnih zvez z uspešnostjo podjetja, vendar pa so raziskave pokazale tudi nekatere neželene učinke. Ena izmed njih je negativna povezava taktik organizacijske socializacije z jasnostjo vlog. Formalne strategije organizacijske socializacije namreč novozaposlenega v začetku njegovega dela na novem delovnem mestu namreč ščitijo pred prevzemanjem odgovornosti za vse svoje delovne naloge. To lahko v nadaljnjem vodi v nejasnosti pri razmejitvah vlog in delovnih nalog za novozaposlenega. Od kulture organizacije je odvisno, ali je tako vedenje zaželeno, ali ne. Določena stopnja takih nejasnosti namreč vzpodbuja inovativno vedenje, ki prav tako lahko vodi do dobrih rezultatov za organizacijo samo.  

Druga pogosta kritika je uporaba posebnih orientacijskih taktik. Le-te so pogosto formalne in ritualistične, raziskave pa kažejo, da jih novozaposleni pogosto doživljajo kot neprijetne ali travmatične. Neglede na pogostost uporabe teh taktik pa raziskave ne kažejo, da bi imele kakšne posebne prednosti, niti jih kot dobrodošle ne ocenjujejo novozaposleni. 

## Sistem
Da bi premagali nastale težave in povečali učinkovitost procesa prilagajanja, se v podjetjih ustvarja sistem prilagajanja osebja. Ta sistem vključuje sklop ukrepov, ki zaposlenemu omogočajo, da doseže zahtevano raven produktivnosti z minimalnimi izgubami zase in za podjetje. Natančno sporočilo o tem, kaj se od zaposlenega pričakuje in kaj bo počel v določeni vlogi, je pomembno tako za zaposlenega kot za delodajalca.
Razpoložljivost sistema prilagajanja zagotavlja naslednje prednosti:
za podjetje:
- izboljšanje delovne učinkovitosti zaposlenega, pospešitev procesa, ko zaposleni doseže zahtevano raven produktivnosti[40];
- vzpostavljanje ali vzdrževanje pozitivnih odnosov v timu;
- preprečevanje resnih napak, ki bi jih lahko naredili novi zaposleni;
- zmanjšanje časa, ki ga izkušeni zaposleni porabijo za pomoč novemu zaposlenemu pri izpolnjevanju njegovih uradnih dolžnosti;
- zmanjšanje odhajanja osebja.

za zaposlenega:
- vzpostavljanje odnosov v timu;
- hitra vključitev v potek dela in pridobivanje novih veščin in znanj;
- zmanjšanje tesnobe in negotovosti ob pritiskih vodstva, povezanih z nezmožnostjo opravljanja nalog tako hitro kot drugi zaposleni;
- primerjava pričakovanih delovnih pogojev zaposlenega z njegovo dejansko dejavnostjo;
- zmanjšanje strahu zaposlenega pred odpuščanjem v poskusnem obdobju.